# Pont de Recouvrance

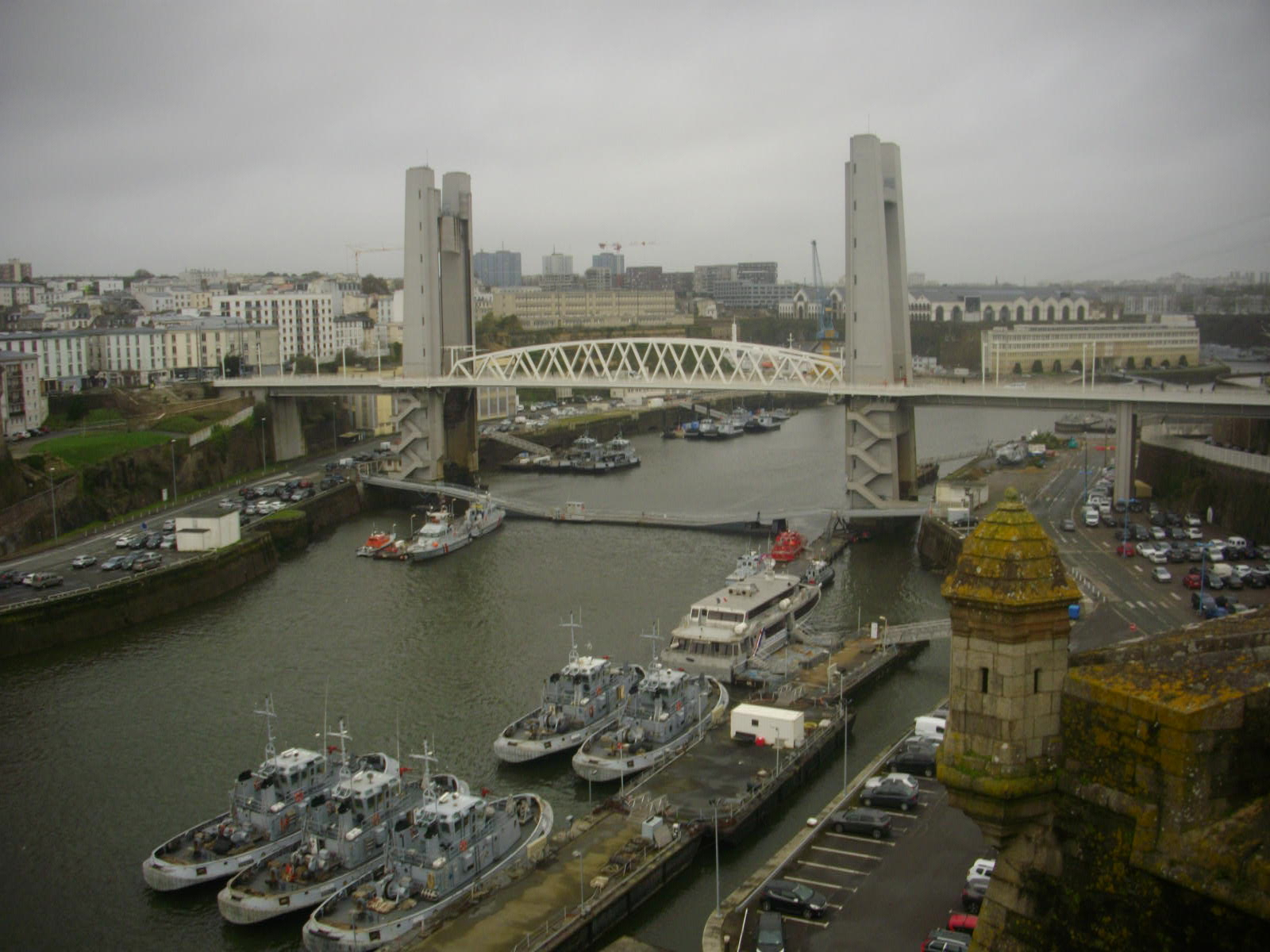
De Pont de Recouvrance

De Pont de Recouvrance is een hefbrug over de Penfeld in de Franse stad Brest. De brug verbindt het stadscentrum op de linkeroever met de wijk Quartier de Recouvrance op de rechteroever van de Penfeld. De brug werd in gebruik genomen in 1954.

## Kenmerken
De brug is gemaakt van gewapend beton en staal. De twee pylonen zijn elk 70 meter hoog. Het beweegbaar brugdeel is 88 meter lang en weegt 625 ton. Het brugdek bevindt zich 22 meter boven de rivier.